# Toxi-infection alimentaire collective
Une toxi-infection alimentaire collective, ou TIAC, est une toxi-infection alimentaire résultant d'une forme de restauration collective. 
Les toxi-infections alimentaires collectives sont des maladies infectieuses à déclaration obligatoire (MDO) en France lorsqu’il existe « au moins deux cas groupés, avec des manifestations similaires dues à une contamination par un micro-organisme (bactéries en général) ou une toxine ».
Une toxi-infection alimentaire collective affectant un grand nombre de personnes peut aboutir à un emballement médiatique que l'on qualifie parfois de scandale alimentaire.

## Transmission
Les salariés malades qui manipulent des aliments sont l'une des sources de contamination les plus répandues transmise par voie alimentaire.

## Origine
Les TIAC sont généralement d'origine bactérienne, virale, parasitaire ou fongique (faisant référence aux champignons microscopiques, Fungi). 
Les souches bactériennes peuvent entrainer des contaminations des aliments qui entraînent des maladies chez les populations. L'apparition de symptômes est due à   plusieurs facteurs : l’espèce, la présence de gènes de virulence, la dose ingérée, ou encore au stress subi dans l'environnement ou l'aliment (acidité, eau disponible, taux de sel, réchauffage ou congélation...) mais aussi à l’hôte. Dans les bonnes conditions les bactéries se multiplient très rapidement c'est pourquoi nombreuses sont les TIAC d'origine bactérienne. 
Pour comprendre comment à terme on en arrive à une contamination, il semble pertinent de comprendre la manière dont les bactéries se développent et se multiplient. Tout d’abord, les bactéries se reproduisent en se scindant en deux et quand elles le font, on dit qu'elles se multiplient. Les bactéries se reproduisent de façon asexuée par scissiparité, le matériel génétique est tout d'abord dupliqué, puis la bactérie s'allonge, se contracte en son milieu et se divise, formant ainsi deux cellules filles identiques à la cellule mère. Dans les bonnes conditions, les bactéries se multiplient très rapidement ce qui entraîne donc une augmentation rapide de leur nombre. Les bactéries peuvent donc se multiplier très rapidement. Certaines conditions permettent aux bactéries responsables des maladies de mieux se développer. Dans des conditions idéales, les bactéries doublent leur nombre toutes les 20 minutes.
La grande majorité des virus responsables des intoxications alimentaires proviennent du système digestif humain ou animal, les déjections constituent donc le principal vecteur de transmission car les virus sont incapables de se reproduire sur les aliments. C’est ainsi par un contact sans hygiène entre des aliments tels que les fruits et un patient infecté ou des eaux contaminées par des déjections ainsi que par la consommation d’animaux infectés, le plus fréquemment porc ou mollusques, que les virus se transmettent.
Certains organismes unicellulaires parasites se développent dans des êtres vivants destinés à la consommation humaine ce qui peut déclencher des infections chez l'Homme. Par exemple, la toxoplasmose est une maladie provoquée par un parasite intracellulaire, le Toxoplasma gondii, présent dans certains aliments comme la viande ou les crudités ou transmise par les chats. L’infection par Toxoplasma gondii ne provoque pas systématiquement de symptômes mais elle peut parfois être à l'origine de complications fœtales chez les femmes enceintes non immunisées et les personnes immunodéprimées.
Les moisissures sont des micro-organismes extracellulaires présents dans notre vie de tous les jours. Il s’agit de champignons microscopiques. Ces contaminants naturels vont pousser sur les aliments et certaines espèces vont diffuser des toxines susceptibles d’intoxiquer l’Homme. Ils sont produits par cinq types de champignons : Aspergillus, Fusarium, Claviceps, Penicillium, Alternaria. On les trouve dans les céréales, les fruits, les légumes, les produits dérivés des animaux ou les produits animaux tout court. C’est avant ou pendant le stockage des végétaux que la contamination peut avoir lieu et par la suite se propager à l’Homme. Il est également possible que les animaux soient contaminés ce qui représente un risque lorsqu’ils sont destinés à la consommation. Ces mycotoxines vont s’infiltrer à travers les blessures des végétaux créées par les insectes, mais également lors de l’éclatement des fruits dû aux conditions climatiques ou à une surmaturité de ces derniers. Il est impossible de les éliminer complètement et certains champignons sont d’ailleurs très utiles dans l’industrie alimentaire, on en retrouve par exemple beaucoup dans les fromages; mais d’autres sont très dangereux et représentent une vraie menace.

## Signalement
En France, toute suspicion de TIAC dans une collectivité dans la restauration ou bien dans l'industrie agro-alimentaire doit être immédiatement signalée à la DDCCRF (Direction Départementale de la Concurrence, de la Consommation et de la Répression des fraudes, à la DDASS (Direction Départementale des Affaires Sanitaires et Sociales) ou bien à la DDSV (Direction Départementale des Services Vétérinaires) - organismes désormais regroupés dans les DDPP ou les DDCSPP (Direction départementale de la Protection des populations) afin qu'une investigation soit réalisée pour identifier :
- Le micro-organisme responsable (grâce à une confrontation des signes cliniques, des analyses microbiologiques et de l'enquête cas-témoins) ;
- L'aliment vecteur (grâce à l'enquête cas-témoins) ;
- Les facteurs favorisant la multiplication du micro-organisme ;
- L'origine de la contamination : lots éventuels et circuits commerciaux.

Il est important de conserver l'étiquetage des aliments suspectés de l'intoxication alimentaire. Ces données sont précieuses pour remonter à la source du problème.
L'identification des causes de la TIAC va permettre à la DDPP de prendre des mesures spécifiques qui empêcheront les récidives et de favoriser la correction des erreurs de préparation, la remise en état des locaux, le retrait de la commercialisation des aliments contaminés, la fermeture des locaux, la destructions des élevages infectés, et la désinfection.
En Belgique, il s'agit de l'Agence fédérale pour la sécurité de la chaîne alimentaire (AFSCA).